# Pokey Mo
Jimmy „Pokey“ Mo (* ca. 1967 in New York) ist ein US-amerikanischer Schlagzeuger. Er ist bekannt für sein Wirken in den Hardcore-Bands Agnostic Front und Leeway.

## Frühe Jahre
Mo wurde im New Yorker Stadtteil Manhattan geboren. Durch seinen älteren Bruder kam er mit Rockmusik, Metal und Punk in Kontakt. Er begann im Alter von etwa 15 Jahren mit dem Schlagzeugspiel, wobei er das Schlagzeug eines älteren Bruders übernahm. Sein Spitzname „Pokey“ rührt vom Schlagzeugspiel her: „Pokey“ ist ein Charakter der US-amerikanischen Kindersendung The Gumby Show und spielt in einer Folge Schlagzeug. Ein bis zwei Jahre nach seinen ersten Schlagzeug-Erfahrungen gründete Mo eine Metal-Coverband, an der neben einem Cousin von Mo auch Bassist Craig Setari beteiligt war, der später kurz bei Youth of Today und Agnostic Front spielte und seit 1992 bei Sick of It All tätig ist. Mo freundete sich mit Dan Lilker an, damals Bassist bei Anthrax, der ihm Kassetten mit Hardcore-Musik vorspielte.

## Karriere
1990 trennten sich Leeway von ihrem damaligen Schlagzeuger Tony Fontão. Mo bewarb sich und setzte sich beim Vorspielen gegen zwei andere Schlagzeuger durch.
Während der 1990er-Jahre spielte Mo mehrfach zeitweise bei Merauder. Ab 1993 gehörte er, parallel zu seinem Engagement bei Leeway, zur festen Besetzung von Both Worlds. 1995 löste sich Leeway auf. Bis 1998 spielte Mo noch bei Both Worlds, danach unterstützte er gelegentlich Murphy’s Law und die Cro-Mags bei Livekonzerten, bevor er die Musik temporär an den Nagel hängte. Fünf Jahre lang leitete er ein Restaurant im John F. Kennedy International Airport, unterbrochen durch eine Reunion-Tour mit Leeway durch Europa und die Vereinigten Staaten.
Im März 2009 stieg Mo als Ersatz für Steve Gallo, der dem Tourstress nicht mehr gewachsen war, bei Agnostic Front ein. 2010 musste er eine Europatournee der Band aus nicht näher spezifizierten gesundheitlichen Gründen abbrechen und wurde in ein französisches Krankenhaus eingeliefert; die Tour wurde mit einem Aushilfsschlagzeuger (Dominik Timm von der Duisburger Hardcore-Band Circle of Death) beendet.

## Privates
Mo hat zwei ältere Brüder. Er lebt seit seiner Kindheit im New Yorker Stadtteil Flushing.

## Diskografie
Mit Leeway
- 1991: Desperate Measures (Profile Records)
- 1994: Adult Crash (Futurist)
- 1995: Open Mouth Kiss (Bullet Proof Records)

Mit Both Worlds
- 1996: Beyond Zero Gravity (EP, Another Planet Records)
- 1998: Memory Rendered Visible (Roadrunner Records)

Mit Merauder
- 1999: Five Deadly Venoms (Century Media)

Mit Agnostic Front
- 2011: My Life My Way (Nuclear Blast)
- 2015: The American Dream Dies (Nuclear Blast)
- 2019: Get Loud! (Nuclear Blast)